# Liên minh Super Sentai

Đặc trưng của liên minh trong Super Sentai là chữ VS.

Liên minh Sentai là một khái niệm trong Series Super Sentai chỉ sự kiện gặp nhau giữa một đội này với một (hay nhiều) đội khác, cũng có thể là gặp vài thành viên trong các đội khác.

## Siêu liên minh
Là hình thức gặp mặt giữa nhiều đội với nhau (như sự kiện Super Sentai World mà Ninja Sentai Kakuranger đã liên minh với bốn đội trước: Gosei Sentai Dairanger, Kyōryū Sentai Zyuranger, Choujin Sentai Jetman và Chikyuu Sentai Fiveman) hay chỉ gặp mặt với từng thành viên trong các đội đó (khởi đầu dạng này là sự kiện Hyakujuu Sentai Gaoranger vs. Super Sentai!! khi các Chiến binh Gaoranger đã hội ngộ với Soukichi Banba (番場壮吉 Banba Sōkichi)/ Big One (ビッグワン Biggu Wan), Yuusuke Amamiya (天宮勇介 Amamiya Yūsuke)/ Red Falcon (レッドファルコン Reddo Farukon), Miku Imamura (今村 みく Imamura Miku)/ MegaPink (メガピンク Megapinku), Gouki (ゴウキ Gōki)/ GingaBlue (ギンガブルー Gingaburū) và Daimon Tatsumi (巽 大門 Tatsumi Daimon)/ GoYellow (ゴーイエロー Gōierō) và 24 chiến binh Đỏ trước.)
- Super Sentai World
- Hyakujuu Sentai Gaoranger vs. Super Sentai!!
- GoGo Sentai Boukenger vs. Super Sentai
- Gokaiger vs Goseiger & Super Sentai: 199 Super Hero Daikessen
- Super Sentai Saikyo Battle

## Liên minh thông thường
Lịch sử của liên minh Sentai bắt đầu vào sự kiện J.A.K.Q. Dengekitai vs. Goranger là cuộc gặp mặt giữa J.A.K.Q. Dengekitai và Himitsu Sentai Goranger nhưng kiểu liên minh giữa hai đội chỉ trở thành truyền thống trong Super Sentai khi Chouriki Sentai Ohranger gặp Ninja Sentai Kakuranger trong Chouriki Sentai Ohranger vs. Kakuranger và từ đó được tiếp diễn trong các seri tiếp theo.
- J.A.K.Q. Dengekitai vs. Goranger
- Chouriki Sentai Ohranger vs. Kakuranger
- Gekisou Sentai Carranger vs. Ohranger
- Denji Sentai Megaranger vs. Carranger
- Seijuu Sentai Gingaman vs. Megaranger
- Kyuukyuu Sentai GoGo-V vs. Gingaman
- Mirai Sentai Timeranger vs. GoGo-V
- Ninpuu Sentai Hurricanger vs. Gaoranger
- Bakuryuu Sentai Abaranger vs. Hurricanger
- Tokusou Sentai Dekaranger vs. Abaranger
- Mahou Sentai Magiranger vs. Dekaranger
- Juken Sentai Gekiranger vs. Boukenger
- Engine Sentai Go-onger vs. Gekiranger
- Samurai Sentai Shinkenger vs. Go-onger Ginmaku Bang!!
- Tensou Sentai Goseiger vs. Shinkenger: Epic on Ginmaku
- Tokumei Sentai Go-Busters vs. Kaizoku Sentai Gokaiger: The Movie
- Zyuden Sentai Kyoryuger vs. Go-Busters: The Great Dinosaur Battle! Farewell Our Eternal Friends
- Ressha Sentai ToQger vs. Kyoryuger: The Movie
- Shuriken Sentai Ninninger vs. ToQger the Movie: Ninja in Wonderland
- Doubutsu Sentai Zyuohger vs. Ninninger The Movie: Super Sentai's Message from the Future
- Lupinranger VS Patranger VS Kyuranger
- Kishiryu Sentai Ryusoulger VS Lupinranger VS Patranger The Movie
- Mashin Sentai Kiramager vs. Ryusoulger
- Kikai Sentai Zenkaiger vs. Kiramager vs. Senpaiger
- Avataro Sentai Donbrothers vs. Zenkaiger
- Oshama Sentai King-Ohger vs. Donbrothers

Hai sự kiện kỉ niệm phim thứ 25 và 30 Toei không sản xuất các phim liên minh với đội trước (Hyakujuu Sentai Gaoranger không gặp Mirai Sentai Timeranger và GoGo Sentai Boukenger không gặp Mahou Sentai Magiranger). Sự kiện kỉ niệm phim thứ 40 Toei không sản xuất phim liên minh với đội sau: Doubutsu Sentai Zyuohger không gặp Uchuu Sentai Kyuranger.